# Satelita geodezyjny
Satelita geodezyjny – sztuczny satelita, wykorzystany do celów kartograficznych i geodezyjnych. 
Pierwszym satelitą geodezyjnym był satelita amerykański ANNA 1B. Do jego zadań należały: pomiary wartości i kierunku ziemskiego pola grawitacyjnego, wyznaczenie środka masy Ziemi, wyznaczenia pozycji Ziemi.